# Кулайгыр (Костанайская область)
Кулайгы́р (каз. Құлайғыр) — село в Костанайском районе Костанайской области Казахстана. Административный центр Александровского сельского округа. Находится примерно в 40 км к северо-востоку от центра города Костаная. Код КАТО — 395433100.

## Население
В 1999 году население села составляло 1403 человека (677 мужчин и 726 женщин). По данным переписи 2009 года, в селе проживало 1277 человек (611 мужчин и 666 женщин).

## Известные жители и уроженцы
- Пивоваров, Василий Сергеевич (1915 — ?) — Герой Социалистического Труда.